# Carlyle Guimarães Cardoso
Carlyle Guimarães Cardoso (Almenara, 15 de junho de 1926 — Belo Horizonte, 23 de novembro de 1982) foi um treinador e ex-futebolista brasileiro que atuava como atacante.

## Carreira

### Como jogador
Atlético-MG
Um dos primeiros craques de origem de classe média-alta, era um dos primeiros bon-vivants do futebol, e (como também fazia Heleno de Freitas) assumia isso, ao circular nas ruas de Belo Horizonte com seu importado conversível nas horas de folga; ou ao se destacar na vida boêmia da capital, escondendo um defeito que tinha na orelha ao tirar retrato, em suas incursões à noite.
Segundo jogador a ser convocado para a Seleção Brasileira pelo Atlético Mineiro, em 1948, ficou famoso por fazer gols inesquecíveis, como os três que marcou no titular da Seleção na época, Barbosa, do Vasco da Gama, então há 15 jogos invicto. Entrou no 2° tempo e marcou um gol na derrota do Brasil para o Uruguai por 4–2, na Copa Rio Branco de 1948.
Fez 131 jogos pelo Atlético e marcou 58 gols, além de ter conquistado campeonatos mineiros. Carlyle foi o centroavante daquele que é tido, por atleticanos da Velha Guarda, como o maior Galo de todos os tempos; O time de 48, cuja escalação o atleticano tem na ponta da língua. Este esquadrão perdeu a final estadual daquele ano para o América Mineiro (na ocasião, um time super competitivo, que batera Vasco da Gama e São Paulo, ganhando um Torneio Quadrangular naquele ano), sob circunstâncias dramáticas, quase trágicas (no famoso Lance da Perneira do Guarda), no Estádio da Alameda.
Fluminense
No Fluminense, conquistou o Campeonato Carioca de 1951 e a Copa Rio de 1952, quando o Flu, treinado por Zezé Moreira, venceu fortes times europeus, e Carlyle jogava ao lado de Telê, Pinheiro, Castilho e outros craques. No Rio de Janeiro, também se aventurou como empresário, tendo sido dono duma camisaria.

## Morte
Morreu em 23 de novembro de 1982 após ser atropelado por um veículo (em que o motorista estava alcoolizado e invadiu a calçada, vitimando Carlyle) enquanto esperava por um ônibus em um ponto numa avenida no bairro Planalto, próximo a Vila Olímpica, em Belo Horizonte.

## Títulos

### Como jogador
Atlético-MG
- Campeonato Mineiro: 1947 e 1949

Fluminense
- Campeonato Carioca: 1951
- Torneio Quadrangular de Belo Horizonte: 1952
- Copa Rio: 1952

Seleção Brasileira
- Copa Rio Branco: 1950[2]

## Campanhas de destaque

### Como jogador
Atlético-MG
- Campeonato Mineiro: 1948 (vice-campeão)

Seleção Brasileira
- Copa Rio Branco: 1948 (vice-campeão)